# Burgruine Schiffelbach
Die Burgruine Schiffelbach ist eine abgegangene Wasserburg in Schiffelbach, einem Stadtteil von Gemünden (Wohra) im Landkreis Waldeck-Frankenberg in Hessen.

## Geografische Lage und heutiger Zustand
Von dem noch bis etwa 1830 bewohnten einstigen Burgsitz sind nur noch Mauerreste und ein Kellergewölbe mit Spitzbogentor vorhanden. Sie befinden sich im Südosten des Dorfs in der Verlängerung der Straße „Am Storckborn“ (Flurname: „Hinterm Hof“).

## Geschichte
Das im Jahre 1263 erstmals urkundlich erwähnte Dorf war bis zu deren Aussterben im Jahre 1635 ganz oder mehrheitlich im Besitz der Familie Schleier. Diese waren Ministeriale und Lehnsmannen der Grafen von Ziegenhain, bis letztere im Jahre 1450 ausstarben; hiernach waren sie dasselbe unter den Landgrafen von Hessen. Um 1500 ließ Johannes Schleier, wohl Sohn des Hartmann Schleier, der 1485 als Rat und Hofmeister für den noch unmündigen Landgrafen Wilhelm II. von Hessen beurkundet ist, an der Stelle einer älteren Burganlage eine Wasserburg errichten, die dann sein Sohn Hartmann vollendete. Sie wurde ab 1747 als Tilemann’scher Hof, aber gelegentlich auch als Schloss bezeichnet.
1579 verstarb Johann Schleier zu Schiffelbach, und mit der im Jahre 1580 erfolgten Erbteilung unter seinen vier Söhnen mit ihren Herrensitzen in Schiffelbach, Ottrau, Schrecksbach und Gemünden (Wohra) begann der Niedergang der Familie. Im Jahre 1619 verkauften die Schleier ihren von den Herren von Löwenstein gekauften Teil des Dorfs und den Burgsitz an Philipp von Scholley d. Ä., mit dem Recht des Rückkaufs, und 1622 erwarb Scholley durch Verpfändung auch die Nutzungsrechte der mainzischen Hälfte des Dorfs. Nach dem Aussterben der Schleier zu Schiffelbach mit Johann Daniel Schleier im Jahre 1635 zog das Erzstift Mainz das Mannlehen auf die Hälfte von Dorf und Gericht ein und verlieh es dem mainzischen Keller David Leutenrodt in Neustadt. Die ehemalige Hälfte derer von Löwenstein war zu diesem Zeitpunkt freier Besitz eines Heinrich Gramehl, der sie von Scholley erworben hatte.
1688 verkaufte Landgraf Karl das Gut und Dorf Schiffelbach an den Oberst und späteren Generalleutnant und Stadtkommandanten von Marburg, Johann ufm Keller, der um 1700 erhebliche Umbauten an dem Anwesen durchführen ließ. Die Herrschaft der Keller’schen Erben, zuletzt die Familie Tilemann gen. Schenk, im Dorf endete in den Jahren 1810 bzw. 1838 mit dem Verkauf des inzwischen unter ihnen aufgeteilten Guts: Der erste Teil wurde 1810 an 16 örtliche Bauern verkauft, der andere Teil 1838 an 30 Bauern; der Waldbesitz kam an eine Interessengemeinschaft. Die einstige Burg wurde nach 1830 abgebrochen.

## Beschreibung
Der Burgsitz wurde mehrfach verändert. Vom Aussehen der Wasserburg, deren Wassergräben nur über Gräben des nördlich vorbeifließenden Schiffelbaches gesichert werden konnten, ist nichts überliefert. In der Burganlage ließen die Schleier zu Schiffelbach in der ersten Hälfte des 16. Jahrhunderts ein neues Burghaus errichten, das wohl ein Wappenstein von um 1530 zierte. Das ältere „Steinerne Schloss“ wenige Meter östlich am Ende der heutigen Straße Am Stockborn diente dann als Speicher. Schon 150 Jahre später wird der Zustand der Burggebäude als „überaus baufällig“ beschrieben. Das neuere Herrenhaus wurde unter Johann ufm Keller um 1700 wiederum verändert und ist als Fachwerkhaus mit gemauertem Steinsockel und Gewölbekeller anzusprechen. Nur Reste desselben mit spitzbogig eingefasstem Eingang zum Gewölbekeller und Teilen der Umfassungsmauer auf leicht erhöhtem Gelände sind erhalten geblieben und sind heute ein hessisches Kulturdenkmal mit der Objektnummer 79420.

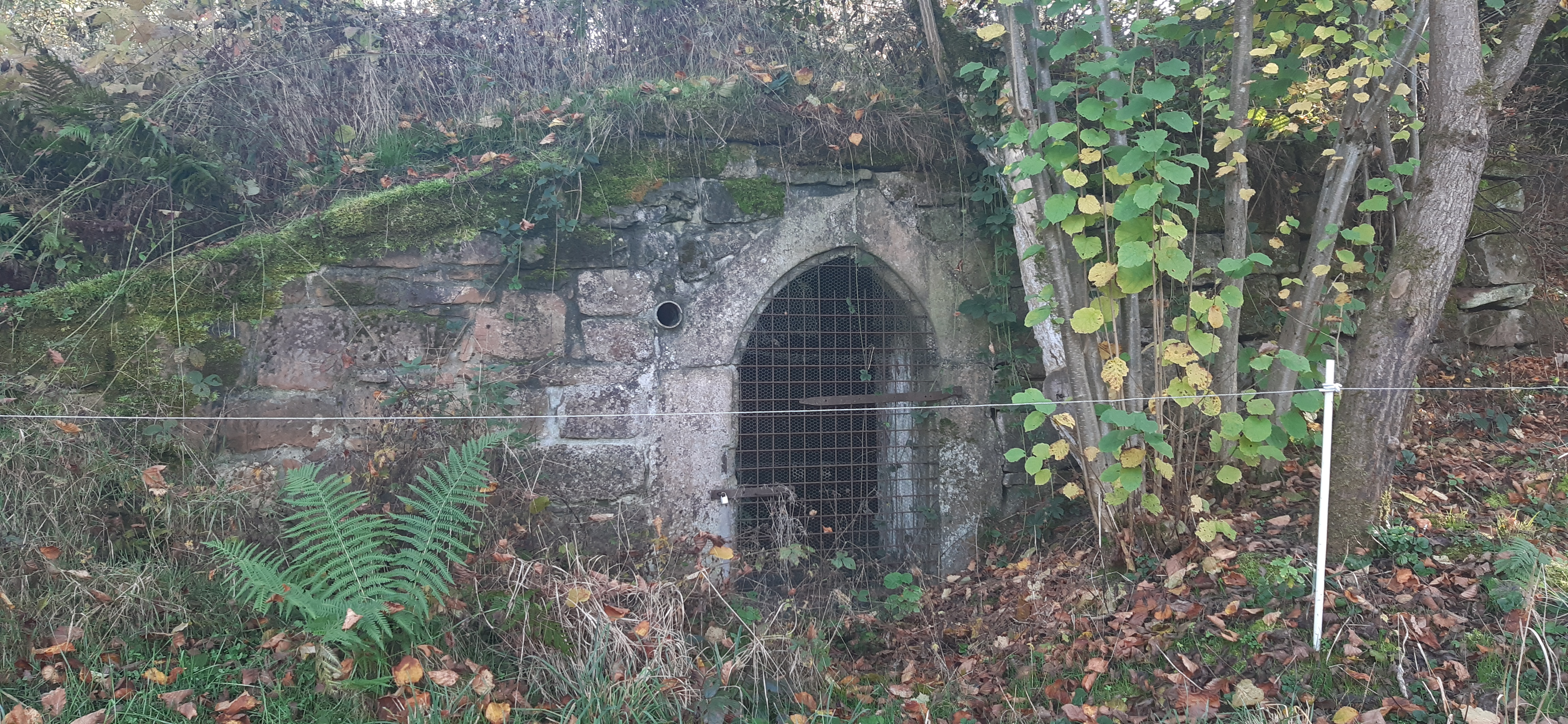
Eingang zum Gewölbekeller, die Jahreszahl im Spitzbogen ist nicht mehr lesbar
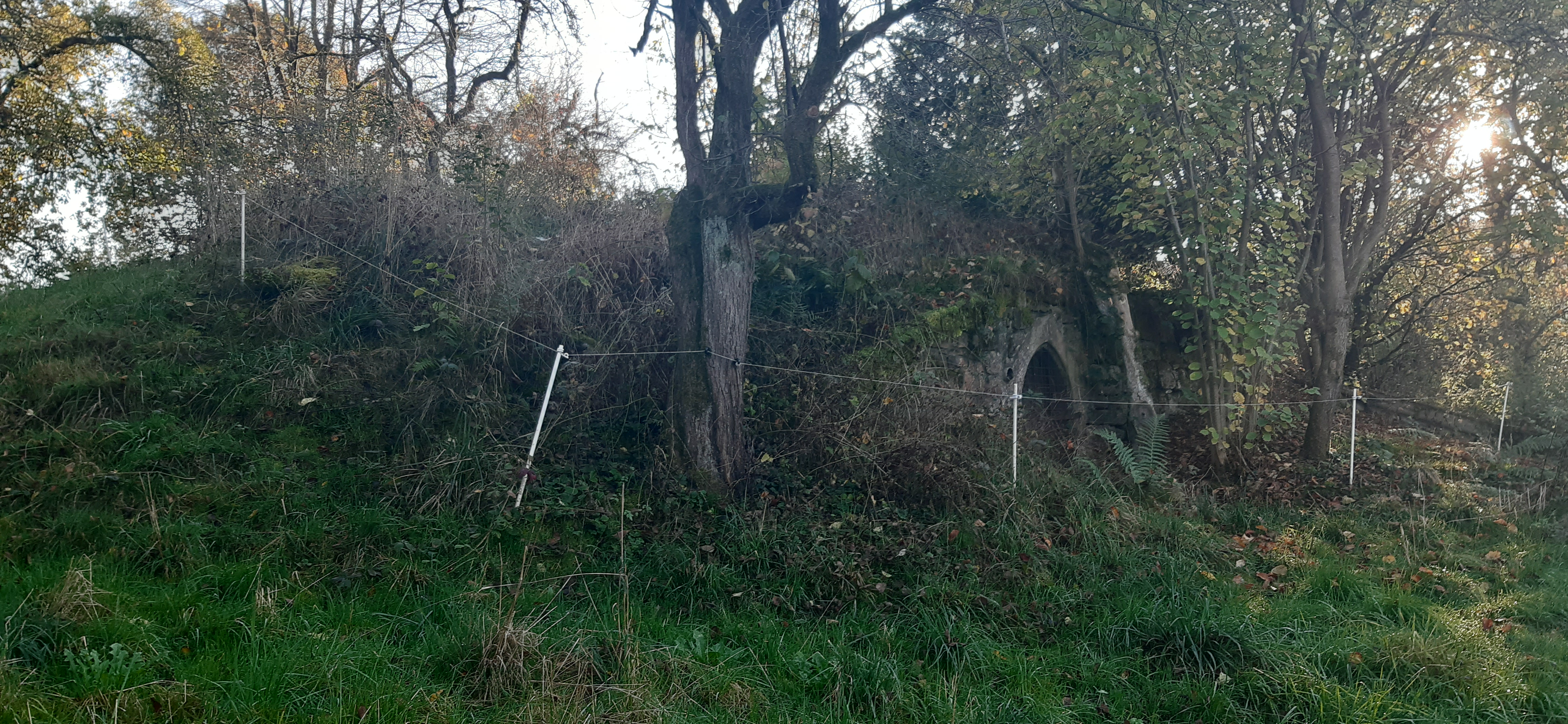
Der Burghügel mit dem Kellereingang
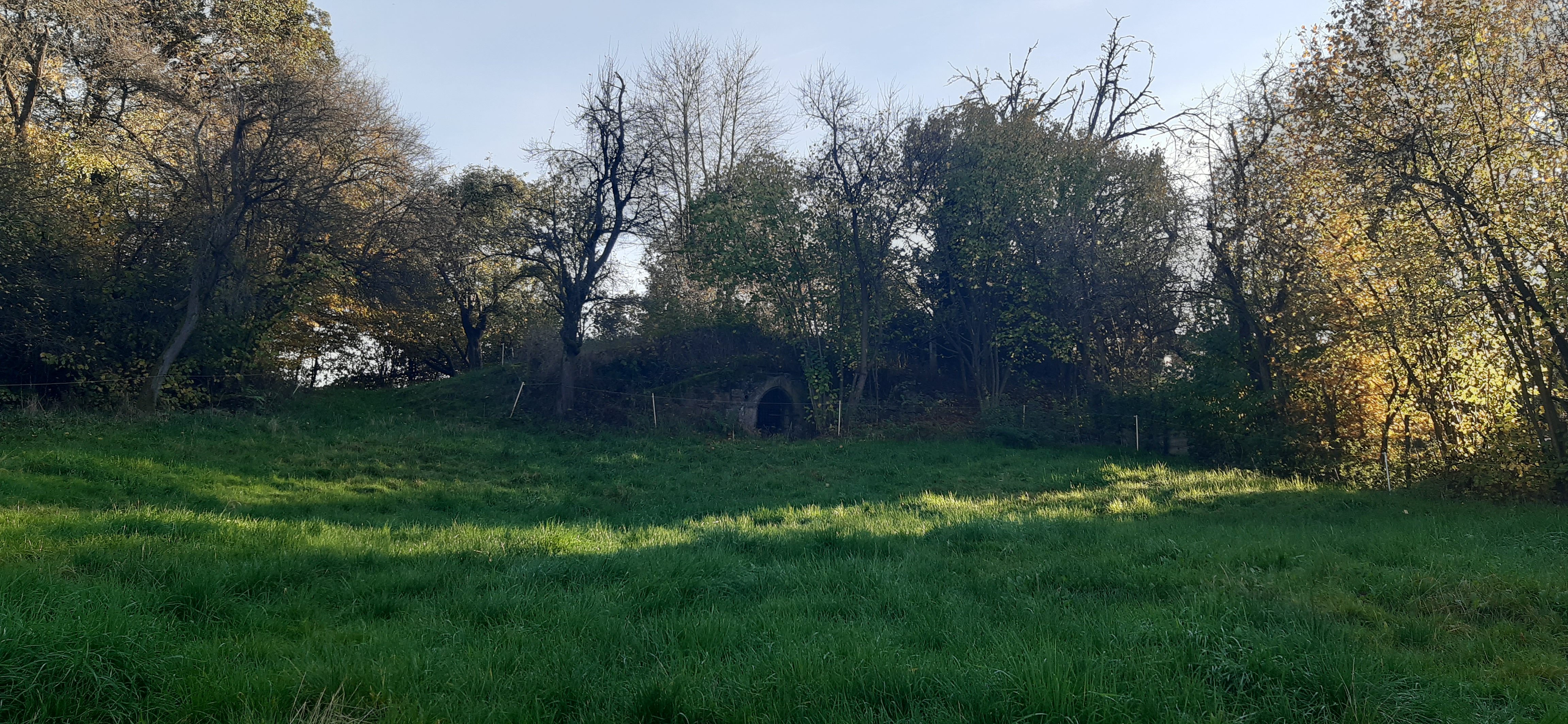
Burgruine Schiffelbach